# FK Orenbourg
Maillots
Actualités
Le Futbolny klub Orenbourg (en russe : Футбольный клуб «Оренбург»), est un club russe de football basé à Orenbourg.
Fondé en 1976 sous le nom Gazovik, il évolue pendant le plus clair de son histoire au sein des divisions inférieures soviétiques puis russes. Il atteint le deuxième échelon pour la première fois à l'occasion de la saison 2011-2012 avant de redescendre aussitôt. Faisant son retour dès l'année suivante, il parvient à se hisser en haut de classement avant de finalement l'emporter à l'issue de l'exercice 2015-2016 et de découvrir la première division lors de la saison 2016-2017, se renommant FK Orenbourg dans la foulée, mais étant relégué en fin d'exercice. Il prend de nouveau part à l'élite entre 2018 et 2020 avant de redescendre au deuxième échelon lors de la saison 2020-2021.

## Histoire

### Premières années (1976-2011)
Fondé en 1976 sous le nom Gazovik, le club est directement placé au sein de la troisième division soviétique afin de remplacer l'ancien club de la ville, le Lokomotiv, tout juste dissout. Ses premières années ne sont cependant pas très notables, l'équipe ne parvenant à faire mieux qu'une dixième place dans la cinquième zone en 1977 avant de stagner en milieu voire bas de classement. Elle perd finalement son statut professionnel à l'issue de la saison 1982 et retourne à l'échelon régional. Le club retrouve le professionnalisme huit ans plus tard en réintégrant la quatrième division en 1990 et passe ensuite deux saisons dans le bas de classement.
Après la dissolution de l'Union soviétique en 1991, le club est placé au sein de la nouvelle troisième division russe. Ses performances sportives restent cependant très similaires à sa période soviétique, et après deux saisons décevantes, il est relégué en quatrième division à partir de 1994. Il connaît à partir de là ses premières performances notables, terminant notamment cinquième de la sixième zone en 1996. Il retrouve par la suite le troisième échelon en 1998 après la disparition du quatrième niveau professionnel, où il joue quatre autres saisons avant de retrouver le troisième échelon du fait de la disparition du quatrième échelon professionnel.
Ce retour voit une montée en puissance très progressive de l'équipe qui grimpe lentement au classement du groupe Oural entre 1998 et 2002, passant ainsi d'une douzième place cette première année à la quatrième position lors de la dernière. La réorganisation de la poule en 2003, qui devient le groupe Oural-Povoljié, met cependant un terme à cette dynamique et le club retombe par la suite, terminant notamment dix-septième en 2005. Ses performances s'améliorent cependant de manière considérable dès l'année suivante avec une deuxième position derrière le Nosta Novotroïtsk avant de poursuivre sur cette dynamique lors des deux saisons qui suivent, passant notamment à un point de la montée en 2007 derrière le Volga Oulianovsk avant de terminer dauphin du Volga Nijni Novgorod lors de l'exercice suivant. Après une décevante septième place en 2009, le Gazovik repart de plus belle l'année suivante et parvient cette fois à dominer sa poule, terminant premier avec dix points sur son dauphin le FK Tioumen.

### Montée en deuxième puis en première division (2011-2016)
Découvrant ainsi la deuxième division pour la première fois de son histoire lors de la saison 2011-2012, l'équipe ne s'y éternise cependant, finissant dix-septième et relégable du fait des confrontations directes défavorables. Reprise par l'entraîneur Robert Ievdokimov lors de la mi-saison, celui-ci est maintenu en poste malgré la relégation et amène le club à une nouvelle victoire dans le groupe Oural-Povoljié en 2013, ne concédant notamment qu'une seule défaite face à l'Oktan Perm pour accéder à nouveau à la promotion. Ce deuxième passage est cette fois plus fructueux, le Gazovik parvenant à se classer cinquième à l'issue de la saison 2013-2014, n'échouant à une quatrième place synonyme de barrage de promotion qu'aux confrontations directes face au FK Oufa. Il répète cette performance lors de l'exercice suivant, bien que finissant cette fois à six points du premier barragiste Tom Tomsk. Cette deuxième saison voit par ailleurs le club atteindre la demi-finale de la Coupe de Russie, où il est cependant vaincu aux tirs au but par le Lokomotiv Moscou, futur vainqueur de la compétition.
La saison 2015-2016 voit le Gazovik prendre rapidement les devants au classement de la deuxième division, se plaçant parmi les deux premières places, synonymes de promotion directe en première division, dès la cinquième journée. Le club s'installe par la suite en première position, où il termine finalement la saison, comptant quatre points d'avance sur son dauphin l'Arsenal Toula et douze sur le Tom Tomsk, troisième et premier barragiste, et accède ainsi à l'élite du football russe pour la première fois de son histoire. Dans la foulée de cette promotion, le Gazovik abandonne son nom historique pour devenir le FK Orenbourg au mois de mai 2016.

### Un club ascenseur entre les deux premières division (depuis 2016)
Les débuts du club au sein de la première division s'avèrent compliqués, celui-ci ne parvenant pas à décoller des dernières places. Il termine finalement treizième avec trente points en autant de matchs et se qualifie pour le barrage de relégation. Opposé au SKA-Khabarovsk, les deux confrontations accouchent tous deux d'un match nul 0-0, forçant les deux équipes à se départager aux tirs au but. C'est finalement le SKA qui l'emporte sur le score de 5 à 3, entraînant la relégation d'Orenbourg à l'issue de sa première saison dans l'élite.
Repris par l'entraîneur Vladimir Fedotov au mois d'août 2017, et malgré un début d'exercice 2017-2018 compliqué qui le voit passer la première moitié de saison en milieu de classement, le club parvient par la suite à se remettre en selle à partir de la mi-saison pour remporter une nouvelle fois le championnat de deuxième division devant le Krylia Sovetov Samara et le Ienisseï Krasnoïarsk et retrouver ainsi le premier niveau pour la saison 2018-2019. Il connaît cette fois-ci un début de saison positif qui le voit se classer parmi les sept premiers à la mi-saison. Il poursuit ensuite sur cette dynamique, lui permettant même d'ambitionner pendant un temps une qualification en coupe d'Europe, mais termine finalement septième en se maintenant confortablement, marquant ainsi le meilleur classement de l'histoire du club.
Alors que le club se classe quatorzième à la fin de l'année 2019, Fedotov quitte ses fonctions pour rejoindre le FK Sotchi, tandis que son assistant Konstantin Iemelianov (en) le remplace dans la foulée. Peu après la fin de la trêve, le championnat est une nouvelle fois arrêté en raison de la pandémie de Covid-19 en Russie. En fin de contrat à l'issue du mois de mai, Iemelianov n'est pas prolongé tandis que Konstantin Paramonov est nommé à sa place pour la fin de saison. Lors de la reprise de la compétition au mois de juin, Orenbourg est touché par plusieurs cas de Covid-19 au sein de son effectif qui le forcent à se mettre en quarantaine et à concéder deux défaites techniques, tandis que ses mauvais résultats par la suite l'amènent à finir dernier à l'issue de la saison 2019-2020.
Après cette relégation, Paramonov quitte ses fonctions au profit d'Ilchat Aïtkoulov qui assure l'intérim pour le début de l'exercice 2020-2021 avant que le Tchèque Marcel Lička (en) ne prenne la direction du club à la fin du mois d'août 2020. Sous ces deux entraîneurs, Orenbourg connaît un début de saison positif qui le voit notamment rester invaincu jusqu'au dix-septième tour et occuper la première place pendant plusieurs journées. Il connaît cependant une baisse de forme par la suite et retombe en troisième position au moment de la trêve hivernale à trois points du leader Nijni Novgorod. Finalement, profitant notamment de la méforme de cette dernière équipe, Orenbourg termine la saison en deuxième position derrière le Krylia Sovetov Samara mais n'est finalement pas promu, se voyant refuser une licence de première division en raison de l'insuffisante capacité de son stade.
Durant la première partie de la saison 2021-2022, Orenbourg continue de jouer les premiers rôles et occupe nettement la tête du classement au moment de la trêve hivernale, avec une avance de quatre points sur son dauphin le Fakel Voronej. Poursuivant initialement sur cette bonne dynamique, le club finit par connaître une série de contre-performances en toute fin d'exercice, ne remportant qu'un seul de ses cinq dernières rencontres et devant finalement se contenter d'une place de troisième et barragiste, concédant le titre de champion au Torpedo Moscou puis la place de dauphin au Fakel lors des deux dernières journées. Le club parvient malgré tout à obtenir la montée à l'issue des barrages, tenant en échec le FK Oufa à Orenbourg lors du match aller avant de l'emporter 2-1 à l'extérieur dans les dernières minutes du match retour pour assurer sa remontée dans l'élite.

## Bilan sportif

### Palmarès
| Compétitions nationales |
| --- |
| - Championnat de Russie : - Septième : 2019. - Coupe de Russie : - Demi-finaliste : 2015. - Championnat de Russie D2 (2) : - Champion : 2016 et 2018. - Vice-champion : 2021. - Championnat de Russie D3 : - Vainqueur de groupe : 2010 et 2013. |

### Classements en championnat
La frise ci-dessous résume les classements successifs du club en championnat d'URSS.
La frise ci-dessous résume les classements successifs du club en championnat de Russie.

### Bilan par saison
Légende
- Promotion en division supérieure
- Relégation en division inférieure

| Saison    | Championnat            | Championnat            | Championnat            | Championnat            | Championnat            | Championnat            | Championnat            | Championnat            | Championnat            | Championnat            | Coupe d'URSS        |
| Saison    | Division               | Pos                    | Pts                    | J                      | V                      | N                      | D                      | BP                     | BC                     | Diff                   | Coupe d'URSS        |
| --------- | ---------------------- | ---------------------- | ---------------------- | ---------------------- | ---------------------- | ---------------------- | ---------------------- | ---------------------- | ---------------------- | ---------------------- | ------------------- |
| 1976      | 3e Zone 4              | 18e                    | 29                     | 40                     | 11                     | 7                      | 22                     | 41                     | 65                     | -24                    | —                   |
| 1977      | 3e Zone 5              | 10e                    | 40                     | 40                     | 18                     | 4                      | 18                     | 55                     | 47                     | +8                     | —                   |
| 1978      | 3e Zone 4              | 16e                    | 44                     | 46                     | 17                     | 10                     | 19                     | 58                     | 56                     | +2                     | —                   |
| 1979      | 3e Zone 4              | 12e                    | 47                     | 46                     | 19                     | 9                      | 18                     | 58                     | 66                     | -8                     | —                   |
| 1980      | 3e Zone 2              | 14e                    | 30                     | 34                     | 11                     | 8                      | 15                     | 37                     | 32                     | +5                     | —                   |
| 1981      | 3e Zone 2              | 11e                    | 30                     | 32                     | 12                     | 6                      | 14                     | 41                     | 44                     | -3                     | —                   |
| 1982      | 3e Zone 2              | 14e                    | 25                     | 32                     | 11                     | 3                      | 18                     | 39                     | 58                     | -19                    | —                   |
| 1983-1989 | Championnats régionaux | Championnats régionaux | Championnats régionaux | Championnats régionaux | Championnats régionaux | Championnats régionaux | Championnats régionaux | Championnats régionaux | Championnats régionaux | Championnats régionaux | —                   |
| 1990      | 4e Zone 7              | 15e                    | 13                     | 32                     | 4                      | 5                      | 23                     | 16                     | 71                     | -55                    | —                   |
| 1991      | 4e Zone 7              | 18e                    | 32                     | 42                     | 11                     | 10                     | 21                     | 41                     | 74                     | -33                    | —                   |
| Saison    | Championnat            | Championnat            | Championnat            | Championnat            | Championnat            | Championnat            | Championnat            | Championnat            | Championnat            | Championnat            | Coupe de Russie     |
| Saison    | Division               | Pos                    | Pts                    | J                      | V                      | N                      | D                      | BP                     | BC                     | Diff                   | Coupe de Russie     |
| 1992      | 3e Zone 5              | 17e                    | 18                     | 34                     | 5                      | 8                      | 21                     | 29                     | 74                     | -45                    | —                   |
| 1993      | 3e Zone 6              | 18e                    | 31                     | 42                     | 12                     | 7                      | 23                     | 43                     | 74                     | -31                    | Tour préliminaire   |
| 1994      | 4e Zone 6              | 7e                     | 32                     | 26                     | 13                     | 6                      | 7                      | 44                     | 23                     | +21                    | —                   |
| 1995      | 4e Zone 6              | 10e                    | 29                     | 26                     | 8                      | 5                      | 13                     | 30                     | 42                     | -12                    | 128es de finale     |
| 1996      | 4e Zone 6              | 5e                     | 38                     | 24                     | 12                     | 2                      | 10                     | 32                     | 29                     | +3                     | 256es de finale     |
| 1997      | 4e Zone 6              | 9e                     | 57                     | 34                     | 16                     | 9                      | 9                      | 48                     | 33                     | +15                    | 256es de finale     |
| 1998      | 3e Oural               | 12e                    | 36                     | 34                     | 11                     | 3                      | 20                     | 46                     | 60                     | -14                    | 256es de finale     |
| 1999      | 3e Oural               | 11e                    | 36                     | 30                     | 10                     | 6                      | 14                     | 34                     | 37                     | -3                     | 128es de finale     |
| 2000      | 3e Oural               | 9e                     | 44                     | 30                     | 14                     | 2                      | 14                     | 38                     | 42                     | -4                     | Tour préliminaire   |
| 2001      | 3e Oural               | 6e                     | 52                     | 30                     | 16                     | 4                      | 10                     | 43                     | 28                     | +6                     | 256es de finale     |
| 2002      | 3e Oural               | 4e                     | 55                     | 28                     | 17                     | 4                      | 7                      | 40                     | 19                     | +21                    | 256es de finale     |
| 2003      | 3e Oural-Povoljié      | 7e                     | 62                     | 38                     | 17                     | 11                     | 10                     | 45                     | 41                     | +4                     | 64es de finale      |
| 2004      | 3e Oural-Povoljié      | 11e                    | 46                     | 36                     | 12                     | 10                     | 14                     | 39                     | 42                     | -3                     | 128es de finale     |
| 2005      | 3e Oural-Povoljié      | 17e                    | 35                     | 36                     | 7                      | 14                     | 15                     | 31                     | 49                     | -18                    | 256es de finale     |
| 2006      | 3e Oural-Povoljié      | 2e                     | 43                     | 24                     | 12                     | 7                      | 5                      | 34                     | 24                     | +10                    | 256es de finale     |
| 2007      | 3e Oural-Povoljié      | 2e                     | 54                     | 26                     | 16                     | 6                      | 4                      | 46                     | 23                     | +23                    | 256es de finale     |
| 2008      | 3e Oural-Povoljié      | 2e                     | 71                     | 34                     | 20                     | 11                     | 3                      | 64                     | 29                     | +35                    | 32es de finale      |
| 2009      | 3e Oural-Povoljié      | 7e                     | 45                     | 30                     | 14                     | 3                      | 13                     | 43                     | 29                     | +14                    | Seizièmes de finale |
| 2010      | 3e Oural-Povoljié      | 1er                    | 64                     | 26                     | 20                     | 4                      | 2                      | 62                     | 18                     | +44                    | 64es de finale      |
| 2011-2012 | 2e                     | 17e                    | 59                     | 48                     | 14                     | 17                     | 17                     | 54                     | 52                     | +2                     | 64es de finale      |
| 2011-2012 | 2e                     | 17e                    | 59                     | 48                     | 14                     | 17                     | 17                     | 54                     | 52                     | +2                     | 32es de finale      |
| 2012-2013 | 3e Oural-Povoljié      | 1er                    | 69                     | 28                     | 21                     | 6                      | 1                      | 54                     | 15                     | +39                    | Seizièmes de finale |
| 2013-2014 | 2e                     | 5e                     | 61                     | 36                     | 17                     | 10                     | 9                      | 46                     | 28                     | +18                    | Seizièmes de finale |
| 2014-2015 | 2e                     | 5e                     | 58                     | 34                     | 15                     | 13                     | 6                      | 52                     | 31                     | +21                    | Demi-finales        |
| 2015-2016 | 2e                     | 1er                    | 86                     | 38                     | 26                     | 8                      | 4                      | 61                     | 20                     | +41                    | 32es de finale      |
| 2016-2017 | 1re                    | 13e                    | 30                     | 30                     | 7                      | 9                      | 14                     | 24                     | 38                     | -14                    | Huitièmes de finale |
| 2017-2018 | 2e                     | 1er                    | 84                     | 38                     | 26                     | 6                      | 6                      | 59                     | 29                     | +33                    | Seizièmes de finale |
| 2018-2019 | 1re                    | 7e                     | 43                     | 30                     | 12                     | 7                      | 11                     | 39                     | 34                     | +5                     | Quarts de finale    |
| 2019-2020 | 1re                    | 16e                    | 27                     | 30                     | 7                      | 6                      | 17                     | 28                     | 52                     | -24                    | Huitièmes de finale |
| 2020-2021 | 2e                     | 2e                     | 94                     | 42                     | 28                     | 10                     | 4                      | 78                     | 33                     | +45                    | Phase de groupes    |
| 2021-2022 | 2e                     | 3e                     | 74                     | 38                     | 23                     | 5                      | 10                     | 64                     | 37                     | +27                    | Phase de groupes    |
| 2022-2023 | 1re                    | 7e                     | 46                     | 30                     | 14                     | 4                      | 12                     | 58                     | 55                     | +3                     | Phase de groupes    |

## Personnalités

### Entraîneurs
La liste suivante présente les différents entraîneurs du club depuis sa fondation.
- Viktor Perevoznikov (1976)
- Valeri Salnikov (1977)
- Iouri Litvinov (1978-1979)
- Igor Kassiouk (1980-1981)
- Aleksandr Koroliov (1982)
- Aleksandr Degtiariov (1987)
- Igor Tchoumeïko (1990)
- Guennadi Popov (1990)
- Nikolaï Ielanev (1991-1993)
- Viktor Demkine (1993-1996)
- Valeri Bogdanov (1997-1998)
- Nikolaï Ielanev (1998)
- Ievgueni Kassian (1998)
- Aleksandr Koroliov (1999-2002)
- Guennadi Popov (janvier 2003-juillet 2003)
- Andrei Piatnitski (juillet 2003-octobre 2003)
- Ievgueni Smertine (en) (janvier 2004-octobre 2004)
- Ilchat Aïtkoulov (octobre 2004-novembre 2004)
- Viktor Fedoulov (novembre 2004-juin 2005)
- Ilchat Aïtkoulov (juin 2005-novembre 2005)
- Boris Sinitsyne (novembre 2005-juin 2006)
- Aleksandr Averianov (juillet 2006-juin 2009)
- Konstantin Galkine (juillet 2009-novembre 2011)
- Robert Ievdokimov (novembre 2011-mai 2017)
- Temuri Ketsbaia (juin 2017-août 2017)
- Vladimir Fedotov (août 2017-décembre 2019)
- Konstantin Iemelianov (en) (décembre 2019-mai 2020)
- Konstantin Paramonov (juin 2020-juillet 2020)
- Ilchat Aïtkoulov (intérim) (juillet 2020-août 2020)
- Marcel Lička (en) (août 2020-)

### Joueurs emblématiques
Les joueurs internationaux suivants ont joué pour le club. Ceux ayant évolué en équipe nationale lors de leur passage à Orenbourg sont marqués en gras.
- Vitali Bulyga
- Pavel Nekhaychik
- Almir Mukhutdinov (en)
- Nazim Ajiev (en)
- Artūrs Zjuzins
- Mantas Savėnas
- Serghei Pașcenco
- Vadim Afonin (en)
- Sanzhar Tursunov
- Ruslan Uzakov (en)
- Farkhod Vosiev (en)
- Farhat Bazarow (en)
- Roman Vorobiov (en)
- Dmitri Iefremov (en)

· 🇲🇦 Fahd Moufi 

## Identité visuelle

Jusqu'en 2014.
2014-2016
2016-2025
Depuis 2025.